# عبد الله بن أحمد بن عضيب
عبد الله بن أحمد بن عضيب هو مؤرخ وقاضي ولد في الداخلة في سدير بمنطقة الرياض عام 1070هـ الموافق 1659م.

## النسب
هو عبد الله بن أحمد بن محمد بن عضيب بن ناصر بن إبراهيم بن عبد الله بن محمد بن حسين آل رحمة الناصري العمري التميمي، يعد آل رحمة أحد البطون الكبيرة في النواصر، وآل عضيب وقد اصبح اسم بعضهم (العُضَيْبِي) عشيرة كبيرة من عشائر آل رحمة في عنيزة وبقية بلدان سدير والوشم والرياض. أما العمري فهو نسبة إلى عمرو بن تميم أصل الأفخاذ الكبيرة في قبيلة تميم.

## النشأة
تلقى عبد الله الناصري تعليمه في بلده الداخلة على يد الشيخ فوزان بن نصر الله السديري الثوري الزهري، رحل إلى مدينة أشيقر المزدهرة بالعلماء حينها مثل الشيخ أحمد بن محمد الوهيبي، عبد الله بن ذهلان، عبد الوهاب بن عبد الله بن مشرف ودرس على يدهم الفقه والفرائض. وكان إماما لجامع الداخلة التاريخيّ رحل بعدها إلى المذنب أحد قرى القصيم واستوطن فيها لوجود أسر من عشيرته النواصر وكانت المذنب تسمى دار النواصر لأغلبية النواصر فيها وكذلك يقصدها العلماء كونها مدينة العلم حيث جعلوا أمراء المذنب من الخريدلي النواصر مدارس للعلم بها علماء كبار على مر القرون الثلاثة من القرن العاشر إلى بداية التعليم الحديث وكان الأمير إبراهيم الخريدلي قد اوقف اوقافاً على طلبة العلم ويسمونهم بتلك الأزمنة الاخوان ما يعني أنهم أخوة في جمعهم هذا لطبهم العلم وكانت تسمى منازل خصصت لهم للسكنى حيث أن عددهم كثير واتوا من ديار شتى وليس لهم أقرباء أو لديهم المقدرة لشراء النزل فكانوا يسمون موضع المبيت الصفة وهو اسم تاريخي حيث اشتهر أهل الصفة بعهد النبوة في مدينة رسول الله صلى الله عليه وسلم وابن عضيب رحمه الله رجل به بركة وتقى حيث أنه يعلم مواطن المياه في الأعماق من باطن الأرض وأهل المذنب قد توسعوا وزادت قصور الأطراف وتمددت أطراف المدينة إذ بلغت في اتجاه الجنوب ربوة تسمى القفيفه من أملاك أمراء المذنب اليحيى الخريدلي واختار الشيخ ابن عضيب منها مكان بشرقها واتخذ منه بئر حفرها بيده ومعه قبيلته ويروى أن الحفر منهك للقوى ملحق بالرجال الشداد التعب وكانوا الجماعة يتناوبون ويرتاحون إلا الشيخ ابن عضيب كان به نشاط بهمة لا يفتر ولا يصيبه رهق ولا تعب واكبر قومه هذه البركة والخير منه البادي بفعله حتى قال قائلهم أن الجن سخرت له يحفرون معه عندما شاهد الناس عظم سعة البئر على إمكانيات تلك الازمنة وما يعزز ذلك وحسن القول في سيرته رحمه الله أن نبع الماء وانشقاقه من جوف الأرض وجوانبها غزير كثير ثم انه زلال عذب عذوبة لم تكن من ذي قبل معهودة في أرض المذنب حيث كان الماء بها يشوبه شي يسير من الهماج وأما بئر القفيفه قراح حالي حلو المذاق لذا سميت بئر المروى تروي شارب منه وتقطع عطش العطشان ويهنئ ويطيب وهذا ما كان له من عمل خل لقرون ثلاثة وما يقارب القرن إلا قليل وهي مروى أهالي المذنب والبادية وسالك الطريق حيث يجاورها طريق من طرق العرب جنوب شمال مساره هو الذي سلكه الصحابي خالد ابن الوليد رضي الله عنه في حروب الردة قاصداً كذاب اليمامة الدجال ثم أن ابن عضيب نفع الله به بني أبيه قبيلته النواصر والجيران طال مقامه وعلم متعلم وقضى لمتقاضي وحكم بين متخاصمين وسادت به الشريعة المحمدية وذاع صيته أرجاء الأرض حتى قال العلماء المؤرخين أن بن عضيب هو مجدد العلم في القصيم كافة وبه ومن زمنه يكتب تاريخ مراحل العلم ويخص بمرحلة ذات عماد لما له من أثر نافع وما يعطي صورة عن تلك المجتمعات الطاهرة ومحبتهم للعلم وطلبهم للتعليم لدى العلماء ، انتقل إلى عنيزة واستوطن بها وولي قضاء عنيزة عام 1110 هـ، عند حصول خلاف بين أمير عنيزة وبين بعض عشيرته النواصر، أراد عبد الله بن عضيب تهدأ الموقف والإصلاح بينهم فلم يستطع، فغضب وأراد الرحيل عنهم ولكنهم في أمس الحاجة إليه فاسترضوه حتى رضي أن يقيم عندهم، إلا أنه نزل في قرية قريبة من عنيزة تسمى (الضَّبَط). ذكر ابن حميد في كتاب السحب الوابلة أن الشيخ بنى مسجدًا ودارًا وأعانه عليها أهل القرية واشترى بها أرضًا ويعد أول من بنى مسجد الضبط فيها والذي لا يزال موجودًا فيها.
عاصر الشيخ عبد الله بن عضيب كل من عبدالوهاب بن سليمان وابنه محمد بن عبدالوهاب إلا أنه توفي قبل انتشار دعوة محمد. وقد جرت بينه وبين عبد الوهاب نزاع في نص حديثه: "ثلاث فيهن البركة: البيع إلى أجل، والمقارضة، وخلط البر بالشعير للبيت لا للبيع"، قال ابن عضيب أنه للبيت لا للبيع، رد عليه عبدالوهاب أنه للبيع لا للبيت. فاحتكما إلى الشيخ محمد أبا المواهب الذي حسم الجواب بتصويب ابن عضيب.

## الذرية
- عبد العزيز بن عبد الله بن أحمد بن عضيب.
- ناصر بن عبد الله بن أحمد بن عضيب.
- إبراهيم بن عبد الله بن أحمد بن عضيب.

## قالوا عنه
- ابن حميد في السحب الوابلة: أصبح عبد الله العضيب يتتبع الغرباء من سائر الأجناس، ويقرأ على من وجد أي فن عنده حتى يستفيد منه، حتى إني رأيته كَتَب شرح التهذيب في المنطق, وكتب عليه هوامش تدل على أنه قرأ فيه.

## المؤلفات
- تاريخ ابن عضيب. يبدأ بحوادث سنة 1059 هـ وينتهي بحوادث سنة 1153هـ وأغلب تاريخه يقتصر على عنيزة وما حولها.
- اختصر القاموس المحيط في اللغة.
- نسخ كتاب الإقناع والمنتهى، تفسير البغوي، الإتقان، القاموس، قواعد ابن رجب، الغاية، شرح الإقناع، متن الإقناع، شرح منتهى الإرادات وغيرها.

## التلاميذ
- صالح بن عبد الله الصائغ.
- حميدان بن تركي.
- منصور بن تركي.
- محمد بن إبراهيم أبا الخيل.
- عبد الله بن أحمد بن إسماعيل.
- صالح بن راشد الحربي.[4]
- زامل بن علي بن محمد بن علي بن راشد المحفوظي، وهو أول من رحل من الرس الى عنيزة لطلب العلم على الشيخ عبد الله بن أحمد بن عضيب وقد تولى قضاء الرس وهو كبير السن, وتوفي حوالي عام 1150هـ.[4]
- سليمان بن عبد الله بن زامل. قاضي عنيزة وخطيبها.
- محمد بن علي بن زامل. وغيرهم.

## الوفاة
توفي عبد الله بن أحمد بن عضيب في شعبان عام 1161هـ الموافق 1748م، ودفن في مقبرة قرية الضبط في منطقة القصيم، ولا يزال قبره معروفًا حتى الآن.

## هوامش
1. ↑  ذكر ابن بشر في كتاب عنوان المجد: في عام 1121هـ، قتل في المذنب عيبان بن أحمد بن محمد بن عضيب. دلالة على وجود العضيب في المذنب حينها.